# 阿尔弗雷德·弗雷迪·克鲁帕
阿尔弗雷德·弗雷迪·克鲁帕（1971年6月14日—），是克罗地亚的当代画家，出生于南斯拉夫卡尔洛瓦茨，是一名艺术摄影师。